# (2674) Pándaro
(2674) Pándaro es un asteroide que forma parte de los asteroides troyanos de Júpiter y fue descubierto el 27 de enero de 1982 por el equipo del Observatorio de Oak Ridge desde la Estación George R. Agassiz, Estados Unidos.

## Designación y nombre
Pándaro se designó inicialmente como 1982 BC3.
Posteriormente fue nombrado por Pándaro, un personaje de la mitología griega.

## Características orbitales
Pándaro orbita a una distancia media del Sol de 5,182 ua, pudiendo acercarse hasta 4,834 ua y alejarse hasta 5,531 ua. Su inclinación orbital es 1,855° y la excentricidad 0,06722. Emplea 4309 días en completar una órbita alrededor del Sol.